# Bing (Familienname)
Bing ist ein Familienname.

## Namensträger
- Abraham Bing (1752–1841), deutscher Rabbiner
- Adolf Bing (Kaufmann) († 1878), deutscher Kaufmann
- Adolf Bing (Fabrikant) (1842–1915), deutscher Spielzeugfabrikant, siehe Bing (Unternehmen)
- Albert Bing (Mediziner) (1844–1922), österreichischer Mediziner
- Albert Bing (Dirigent) (1884–1935), deutscher Dirigent
- Anine Bing (* 1982), dänisches Model und Sängerin
- Anton Bing (1841–1916), deutscher Schriftsteller und Herausgeber
- Benno Bing (1874–1942), deutscher Theaterdirektor
- Berthold Bing (1847–1915), deutscher Kaufmann
- Carmella Bing (* 1981), US-amerikanische Pornodarstellerin
- Dave Bing (* 1943), US-amerikanischer Basketballspieler
- Doug Bing (1928–2013), englischer Fußballspieler
- Elisabeth Bing (1914–2015), US-amerikanische Geburtsaktivistin
- Emil Bing (1855–1932), deutscher Schauspieler, Theaterregisseur und Komiker
- Ferdinand Bing, deutschamerikanischer Puppenhersteller
- Fritz Bing (1882–1942), deutscher Rechtsanwalt
- Geoffrey Bing (1909–1977), britischer Jurist und Politiker (Labour Party)
- Gerhard Bing (1934–2006), deutscher Flottillenadmiral
- Gertrud Bing (1892–1964), deutsche Kunstwissenschaftlerin
- Hans Bing (1889–1939), deutscher Arzt und Politiker (SPD)
- Henry Bing (1888–1965), französischer Zeichner, Lithograf und Maler
- Herman Bing (1889–1947), deutscher Komiker
- Herman Meyer Bing (1845–1896), dänischer Politiker, Verleger und Unternehmer
- Hermann Bing (1905–2003), deutscher Zeitungsverleger
- Ignaz Bing (1840–1918), deutscher Spielzeugfabrikant, siehe Bing (Unternehmen)
- Ilse Bing (1899–1998), deutsch-US-amerikanische Fotografin
- Jacob Herman Bing (1811–1896), dänischer Verleger und Unternehmer
- Jens Bing (Mediziner, 1681) (1681–1751), dänischer Arzt
- Jens Bing (Mediziner, 1906) (1906–1980), dänischer Internist
- Jon Bing (1944–2014), norwegischer Autor und Jurist
- Karl Bing (1858–1930), deutscher Architekt
- Ludwig Bing (1902–1986), deutscher Zeitungsverleger
- Max Bing (Jurist) (1873–1929), deutscher Jurist
- Max Bing (1885–1945), deutscher Schauspieler
- Meyer Herman Bing (1807–1883), dänischer Buchverleger und Unternehmer
- Moritz Bing (1875–1947), deutscher Rechtsanwalt, siehe Liste der Stolpersteine im Kölner Stadtteil Marienburg
- Peter Bing (* 1955), US-amerikanischer Klassischer Philologe
- Portia Bing (* 1993), neuseeländische Leichtathletin
- R. H. Bing (1914–1986), US-amerikanischer Mathematiker
- Richard Bing (1909–2010), deutschamerikanischer Kardiologe
- Robert Bing (1878–1956), deutsch-schweizerischer Neurologe
- Rudolf Bing (1902–1997), österreichisch-britischer Operndirektor
- Siegfried Bing (Samuel Bing; 1838–1905), deutsch-französischer Kunstsammler und -händler
- Simon Bing (1517–1581), deutscher Verwaltungsbeamter und Politiker
- Stephan Bing (1880–1940), deutscher Spielzeugfabrikant, siehe Bing (Unternehmen)
- Thomas Bing (* 1990), deutscher Skilangläufer
- Tommy Bing (1931–2015), englischer Fußballspieler
- Valentin Bing (1812–1895), niederländischer Maler und Lithograf
- Wilhelm Bing (* 1943), deutscher Verleger und Journalist
- Bing Xin Xu (* 1985), spanisch-chinesische Badmintonspielerin